# Wayne Grady (Autor)
Wayne Grady (* 1948 in Windsor, Ontario) ist ein kanadischer Autor, Redakteur und Übersetzer aus dem Französischen und Englischen. Er erhielt 1989 den Governor General’s Avard und wurde 1995 und 2005 für ihn nominiert. 2013 gewann er den Amazon.ca First Novel Award für sein Buch Emancipation Day.

## Privates
Grady lebt mit seiner Frau Merilyn Simonds, die ebenfalls Autorin ist, in British Columbia und unterrichtet an der University of British Columbia Kreatives Schreiben.

## Werke
- The Dinosaur Project: The Story of the Greatest Dinosaur Expedition Ever Mounted (1993)
- Toronto the Wild: Field Notes of an Urban Naturalist (1995)
- Vulture: Nature's Ghastly Gourmet (1997)
- The Quiet Limit of the World: A Journey to the North Pole to Investigate Global Warming (1997)
- Chasing the Chinook: On the Trail of Canadian Words and Culture (1998)
- Tree: A Life (2004) Co-Autor: David Suzuki
- Bringing Back the Dodo: Lessons in Natural and Unnatural History, McClelland & Stewart, 2006
- The Great Lakes: the National History of a Changing Region (2007)
- Emancipation Day (2013)